# Aruleno Rustico
Quinto Giunio Aruleno Rustico (in latino Quintus Iunius Arulenus Rusticus; 35 – Roma, 93) è stato un filosofo e politico romano, esponente dello stoicismo.
Allievo di Seneca e nonno di Quinto Giunio Rustico (altro stoico e maestro dell'imperatore romano Marco Aurelio), Aruleno fu amico e sostenitore di Trasea Peto. Fu tribuno della plebe nel 66, anno in cui Peto venne condannato a morte da un senatoconsulto, e si suicidò, e in veste di senatore tentò di salvare l'amico, ma non poté farlo, per non rischiare la sua stessa vita nella repressione di Nerone. 
Fu pretore nelle guerre civili dopo la morte di Nerone (l'anno dei quattro imperatori), e fu ambasciatore del Senato presso l'esercito dei Flavi, venendo ferito dalle truppe di Quinto Petilio Ceriale. Nel 92 divenne console, ma presto si volse ad essere un oppositore al governo autocratico di Domiziano, che criticò pesantemente in un libro biografico che parlava di Trasea Peto. Le sue opere furono bruciate e Aruleno venne condannato a morte per lesa maestà e giustiziato, facendone un "martire della filosofia".